# Vernon Handley
Vernon George Handley, detto Tod, CBE, (Enfield, 11 novembre 1930 – Monmouthshire, 10 settembre 2008) è stato un direttore d'orchestra britannico, noto in particolare per il suo sostegno ai compositori britannici. Era nato da un padre gallese e una madre irlandese in una famiglia di musicisti di Enfield, nel Middlesex. Ebbe il soprannome di "Tod" perché i suoi piedi erano rovesciati alla nascita, cosa che suo padre riassunse semplicemente così: "Sono rovesciati" ("They toddle"). Handley preferì l'uso del nome "Tod" per tutta la vita rispetto ai suoi nomi veri.

## Biografia
Handley frequentò la Grammar School di Enfield. Mentre era scuola poteva assistere alle prove della BBC Symphony Orchestra nel suo studio a Maida Vale, dove per conto proprio imparò alcune delle sue tecniche di direzione osservando Sir Adrian Boult. In seguito i due si scrissero nei primi anni '50 e si incontrarono intorno al 1958. Trascorse un periodo nelle Forze armate e poi frequentò il Balliol College di Oxford, dove lesse la filologia inglese e divenne direttore musicale della University Dramatic Society. Studiò anche alla Guildhall School of Music di Londra, dove il suo strumento era il contrabbasso (oltre al trombone e al violino). Dopo la laurea lavorò come giardiniere, muratore e addetto alla pompa di benzina durante il giorno, studiando e dirigendo orchestre e cori amatoriali la sera. Dopodiché divenne allievo di Sir Adrian Boult. Durante il loro primo incontro "fui sottoposto alle peggiori due ore di contrappunto e armonia che io abbia mai affrontato" e gli fu quindi chiesto come avrebbe diretto una pagina di una partitura che Boult aveva messo di fronte a lui, la Terza Sinfonia di Sir Arnold Bax, che Handley aveva studiato per caso. Handley in seguito diresse quel lavoro nel primo concerto che tenne a Londra, con l'orchestra sinfonica del Morley College. Handley è rimasto un sostenitore devoto della musica di Bax per tutta la sua carriera.

## Carriera
Il primo incarico professionale di Vernon Handley fu nel 1960, alla direzione della Bournemouth Symphony Orchestra. Nel 1962 Handley fu nominato direttore musicale della neonata Orchestra Filarmonica di Guildford, con la quale programmò gran parte della musica di Bax e realizzò la prima registrazione della Sinfonia n. 4. Handley e l'orchestra incisero anche Intimations of Immortality di Gerald Finzi. Iniziò anche a dirigere orchestre non britanniche come la Orchestra Filarmonica dei Paesi Bassi, la Orchestra Filarmonica Reale di Stoccolma, la Orchestra Sinfonica della Radio Svedese, la Orchestra Sinfonica di Malmö e la Berlin Radio Symphony; diresse la Orchestra filarmonica di Strasburgo attraverso un tour nel Regno Unito nel 1982 composto da musica francese e russa. Nel 1983 fu nominato direttore associato della London Philharmonic Orchestra. È stato direttore principale della Ulster Orchestra dal 1985 al 1989 e ottenne il titolo di Direttore Laureato dal 2003 fino alla sua morte. Dal 1986 al 1988 è stato direttore principale dell'Orchestra Sinfonica di Malmö e fu attivo con diverse altre orchestre svedesi, trasmettendo regolarmente alla radio svedese.
Ha ricoperto il ruolo di assistente alla direzione in altri luoghi, è stato direttore emerito della Royal Liverpool Philharmonic Orchestra e ha diretto un numero di altre orchestre in concerto, sia per trasmissioni radiofoniche che per registrazioni. Handley è stato nominato direttore principale della English Symphony Orchestra nel gennaio 2007.Handley è molto venerato per la sua entusiastica e instancabile difesa della musica britannica, compresi molti compositori meno conosciuti, fuori moda o relativamente trascurati, la cui popolarità e reputazione artistica ha spesso contribuito a rilanciare. Sebbene affermasse di essere altrettanto attaccato ai compositori di altre nazioni, la maggior parte (circa 90 su 160) delle incisioni di Handley erano di musica britannica. Si dice che abbia registrato fino a cento anteprime di opere britanniche, tra cui la serie di grande successo sull'etichetta Hyperion Records delle sinfonie di Robert Simpson e Sir Granville Bantock. Simpson dedicò la sua Sinfonia n. 10 a Handley. Secondo Lewis Foreman, Handley "da solo ha cambiato l'accoglienza della musica di Granville Bantock". Ha anche effettuato la prima incisione ufficiale in gran parte completata della monumentale ambientazione di Omar Khayyám di Bantock. Ha contribuito con una prefazione al Dictionary-Catalog of Modern British Composers (Greenwood Press) di Alan Poulton e ad un libro su Adrian Boult. Ha anche registrato sinfonie di Bax, Moeran e Stanford per la Chandos Records e dischi di altre opere orchestrali. Handley ha registrato le sinfonie di Elgar e Vaughan Williams per la EMI. Handley ha anche registrato per la molti lavori di Sir Malcolm Arnold, che furono in seguito ristampati nel Regno Unito dalla Decca Records. Sentiva che la sua carriera avrebbe potuto soffrire a causa del suo appoggio alla musica britannica e a questo proposito dichiarò, «Credo che ci siano due tipi di direttori: i musicisti direttori e i direttori di carriera. Ho sempre cercato di essere tra i primi... e davvero non avrei voluto farlo diversamente."
Handley espresse opinioni chiare sullo stile dei direttori, dicendo "La musica non è mimo; non dovresti convincere fraudolentemente le persone che hanno ascoltato ciò che non hanno" e affermò che "le carriere musicali del jet-set ... hanno poco a che fare con il lavoro e più con le pubbliche relazioni". Richiestogli dell'influenza della televisione sulla direzione, Handley ricordò quello che Boult gli aveva detto: "Vuoi o no ricordarti che stai suonando per il cieco in mezzo al pubblico?"

## Vita privata
Handley si sposò e divorziò tre volte. Incontrò la sua prima moglie, Barbara Black, mentre studiava a Balliol; si sposarono nel 1954 ed ebbero una femmina e due maschi, uno dei quali morì all'età di 13 mesi. Il suo secondo matrimonio nel 1977 con Victoria Parry-Jones gli diede un figlio e una figlia. Dal suo terzo matrimonio con la flautista Catherine Newby nel 1987 nacque un figlio. Tutti e cinque i figli gli sono sopravvissuti.
Handley morì a casa nel Monmouthshire il 10 settembre 2008. Aveva programmato di dirigere il Prom 2 della stagione 2008 della BBC Proms il 19 luglio, ma si dovette ritirare a causa di cattive condizioni di salute (lo sostituì Paul Daniel). Dopo la morte di Handley, il direttore dei Proms, Roger Wright, annunciò la dedica ad Handley del concerto del Proms del 10 settembre (Prom 73).

## Premi e onorificenze
Handley ricevette numerosi riconoscimenti, come lo Special Achievement Award della rivista The Gramophone nel 2003 per i servizi alla musica britannica (dando il via alla campagna di onorificenze "Nod for Tod"); e il Lifetime Achievement Award ai Classical BRIT Awards il 3 maggio 2007 alla Royal Albert Hall. Fu nominato Commendatore dell'Ordine dell'Impero britannico (CBE) nel Queen's Birthday Honours nel 2004 (dopo aver rifiutato la nomina a Ufficiale dell'Ordine nel 1988). Ha conseguito un dottorato onorario presso l'Università del Surrey e fu membro del Royal College of Music.

## Discografia
| Anno | Incisione |
| ---- | --- |
| 1965 | - Arnold Bax -Symphonic Variations con Guildford Philharmonic Orchestra per Concert Artist. - Bax - Sinfonia n. 4 e E. J. Moeran's Serenade con Guildford PO per Concert Artist. |
| 1972 | - Geoffrey Bush - Music for Orchestra con London Philharmonic Orchestra per Lyrita. |
| 1974 | - Ralph Vaughan Williams - Fantasia on a Theme of Thomas Tallis con London Philharmonic Orchestra per EMI's Classics per Pleasure (CfP) - Pëtr Il'ič Čajkovskij - Amleto, ouverture fantastica, con London PO per CfP. |
| 1975 | - Gerald Finzi - Intimations of Immortality con Guildford PO per Lyrita. |
| 1976 | - Geoffrey Bush - Yorick Overture con New Philharmonia Orchestra per Lyrita. - Cyril Rootham - Sinfonia n. 1 e Josef Holbrooke's The Birds of Rhiannon Op. 87 con London PO per Lyrita. |
| 1977 | - Frederick Delius - Summer Night on the River, A Song Before Sunrise, The Walk To the Paradise Garden, On Hearing the First Cuckoo in Spring, La Calinda, Sleigh Ride e Irmelin Prelude con London PO per CfP. - Elizabeth Maconchy - "Proud Thames" Overture con London PO per Lyrita. - Vaughan Williams - A London Symphony con London PO per EMI. |
| 1978 | - Edward Elgar - Falstaff e Cockaigne con London PO per CfP - William Walton - Sinfonia n. 1 con Royal Liverpool Philharmonic Orchestra per ASV. - Arthur Bliss - Adam Zero con Royal Liverpool PO per EMI. |
| 1979 | - Patrick Hadley - The Trees So High con Guildford Philharmonic Choir e New Philharmonia Orchestra per Lyrita. - Grace Williams - Sinfonia n. 2 e Ballads con the BBC Welsh Symphony Orchestra per BBC Regium reissued by Lyrita. - E. J. Moeran - Violin Concerto con London Symphony Orchestra per Lyrita. - Elizabeth Maconchy - Serenata Concertante con LSO per Lyrita. - Arthur Bliss - Discourse for Orchestra, Edinburgh Overture, e Meditations on a Theme by John Blow con City of Birmingham Symphony Orchestra per EMI. - Vaughan Williams - Sinfonia n. 6 e Prelude and Fugue con London PO per EMI. |
| 1980 | - Elgar - Pomp and Circumstance Marches con London PO per CfP - Sibelius - Concert works for Violin: Two Pieces, Op.77, Serenades, Op.69, Six Humoresques, Op.87 con Ralph Holmes, Berlin Radio Orch (Koch-Schwann) |
| 1981 | - Elgar - Sinfonia n. 1, Sinfonia n.2 e Sea Pictures con LPO per CfP - Delius - Brigg Fair, In A Summer Garden, Eventyr, e A Song of Summer con Halle Orchestra per CfP. |
| 1982 | - Delius - Cello Concerto - Holst - Invocation - Vaughan Williams - Fantasia on Sussex Folk Tunes - Julian Lloyd Webber, cello, Philharmonia Orchestra, RCA |
| 1983 | - Vaughan Williams - The Wasps Overture e Serenade to Music - Delius - Two Pieces for Small Orchestra, Summer Evening e Air And Dance con London PO per Chandos. - Wolfgang Amadeus Mozart - Sinfonia n. 39 con London PO per Chandos. - Antonín Dvořák - Sinfonia n. 8 e Notturno per archi con London PO per Chandos. - Elgar - Variazioni Enigma, Introduction and Allegro e Serenade con London PO per CfP. |
| 1984 | - Vaughan Williams - Job con London PO per CfP - Elgar - Concerto per violino con London PO e Nigel Kennedy per CfP |
| 1985 | - Vaughan Williams - Five Variants of Dives and Lazarus, The Lark Ascending, e The Wasps - Aristophanic Suite con London PO per CfP - Dvořák - In Nature's Realm Overture, Carnival Overture, Othello Overture e Scherzo Capriccioso con Ulster Orchestra per Chandos. - Delius - Florida Suite e North Country Sketches con Ulster Orchestra per Chandos. |
| 1986 | - Charles Villiers Stanford - Sinfonia n.3 e Irish Rhapsody n.5 con Ulster Orchestra per Chandos. - Bax - On The Sea Shore - Benjamin Britten - Four Sea Interludes e Passacaglia - Frank Bridge - The Sea - with Ulster Orchestra per Chandos. - Concertos per kettledrums by Hertel, Jean-Baptiste Prin e Werner Thärichen, con Thärichen, Bardach e Berlin Radio Symphony Orchestra (Koch-Schwann) - Bax - Spring Fire, Northern Ballad n. 2 e Symphonic Scherzo con Royal Philharmonic Orchestra per Chandos. - Bliss - A Colour Symphony e Checkmate Suite con Ulster Orchestra per Chandos. - Edvard Grieg - Peer Gynt Suite n. 1, Two Elegaic Melodies, Sigurd Jorsalfar e Symphonic Dances con Ulster Orchestra per Chandos. - Gerald Finzi - Cello Concerto - Kenneth Leighton - Veris Gratia Suite - with Royal Liverpool Philharmonic Orchestra e Raphael Wallfisch per Chandos. |
| 1987 | - Vaughan Williams - Sinfonia n. 5 e Flos Campi con Royal Liverpool PO per CfP - Robert Simpson - Sinfonie n. 6 e 7 con Royal Liverpool PO per Hyperion. - Stanford - Sinfonia n. 5 e Irish Rhapsody n.4 con Ulster Orchestra per Chandos. - Moeran - Violin Concerto, Sinfonia e Overture for a Masque con Ulster Orchestra per Chandos - Jean Sibelius - Concerto per violino e Ernest Chausson's Poeme per violino e orchestra con Royal PO per Chandos. - Dvořák - Biblical Songs, Op. 99 con Birgit Finnilä, alto e Malmö Symphony Orchestra per Big Ben Phonogram - Fernström – Sinfonia n. 12, Op. 92 con Malmö Symphony Orchestra per Big Ben Phonogram - Dvořák – Tone Poems op. 107, 109, 110 con Malmö Symphony Orchestra per Big Ben Phonogram |
| 1988 | - Vaughan Williams - A Sea Symphony con Royal Liverpool PO per CfP - William Walton - Sinfonia n. 1 e Variations on a Theme by Hindemith con Bournemouth Symphony Orchestra per EMI. - Simpson - Sinfonia n. 9 con Bournemouth SO per Hyperion. - Bridge - Phantasm - Walton - Sinfonia Concertante - John Ireland - Piano Concerto in E flat - with Royal PO e Kathryn Stott per Conifer. - Stanford - Sinfonia n. 6 e Irish Rhapsody n. 1 con Ulster Orchestra per Chandos. - Moeran - Rhapsody for Piano e Orchestra, Rhapsodies n. 1 e 2 per Orchestra, e Serenade con Ulster Orchestra per Chandos. - Johannes Brahms - Variation on a Theme by Haydn e Serenata n. 1 con Ulster Orchestra per Chandos. - Aleksandr Borodin - Il principe Igor' e Nelle steppe dell'Asia centrale - Glinka - Ouverture di Ruslan e Ljudmila - Musorgskij - Una notte sul Monte Calvo - Rimskij-Korsakov - Capriccio spagnolo e La grande Pasqua russa - with Halle Orchestra per CfP. - Sergej Prokof'ev - Il tenente Kiže con Royal Philharmonic Orchestra per EMI. - Elgar - Organ Sonata e The Wand of Youth Suites n. 1 e 2 con Royal Liverpool PO per CfP. |
| 1989 | - Stanford - Piano Concerto n. 2 e Down Among the Dead Men con Ulster Orchestra e Margaret Fingerhut per Chandos. - Stanford - Sinfonie n. 4 e 7 e Irish Rhapsodies n. 3 e 6 con Ulster Orchestra per Chandos. - Bax - Enchanted Summer, Walsinghame e Fatherland con Royal Philharmonic Orchestra e Brighton Festival Chorus per Chandos. - Moeran - In The Mountain Country, Nocturne, Lonely Waters e Whythorne's Shadow con Ulster Orchestra per Chandos - Bliss - Cello Concerto, The Enchantress e Hymn To Apollo con Ulster Orchestra per Chandos. - Grieg - Peer Gynt Suite n. 2, Lyric Suite e Concerto per pianoforte con Ulster Orchestra e Margaret Fingerhut per Chandos. - Ludwig van Beethoven - Ouverture dell'Egmont - Franz Schubert - Sinfonia n. 8 - Mozart - Sinfonia n. 40 - with Ulster Orchestra per Chandos. - Čajkovskij - Romeo e Giulietta, ouverture fantastica, con Ulster Orchestra per Chandos. - Dvořák - Concerto per violino in la minore - Bruch - Violin Concerto n. 1 - with Royal Liverpool PO e Tasmin Little per CfP. - Rutland Boughton - Sinfonia n. 3 e Concerto for Oboe con Royal PO per Hyperion.     |
| 1990 | - Stanford -Concert Piece for Organ and Orchestra e Oedipus Rex Prelude con Ulster Orchestra per Chandos. - Granville Bantock - Celtic Symphony, Hebridean Sinfonia, Witch of Atlas e The Sea Reivers con Royal PO per Hyperion. |
| 1991 | - Vaughan Williams - Sinfonia antartica, Partita for Double String Orchestra, Oboe Concerto, Fantasia on Greensleeves, Serenade to Music e English Folk Song Suite con Royal Liverpool PO per CfP - Simpson - Sinfonia n. 2 con Bournemouth SO per Hyperion. - Simpson - Sinfonia n. 10 con Royal Liverpool PO per Hyperion. - Malcolm Arnold - Sinfonie n. 7 e n. 8 con Royal PO per Conifer. - Stanford - Sinfonie n. 1 e 2, Irish Rhapsody n. 2 e Clarinet Concerto con Ulster Orchestra per Chandos. - Herbert Howells - Three Dances con Royal Liverpool Philharmonic Orchestra per Hyperion - Howells - Hymnus Paradisi e An English Mass con Royal Liverpool PO e Royal Liverpool Philharmonic Choir per Hyperion. - Sibelius - Violin Concerto - Brahms - Violin Concerto - with Royal Liverpool PO e Tasmin Little per CfP |
| 1992 | - Vaughan Williams - Pastoral Symphony e Sinfonia n.4 con Royal Liverpool PO per CfP - Bantock - Pagan Symphony, Fifine at the Fair e Two Heroic Ballads con Royal PO per Hyperion. - Vaughan Williams - Piano Concerto - John Foulds - Dynamic Triptych per Piano e Orchestra - with Royal Philharmonic Orchestra e Howard Shelley per Lyrita. - Howells - Piano Concerto n. 2 e Concerto for Strings con Royal Liverpool PO per Hyperion. - Simpson - Sinfonia n. 4 con Bournemouth SO per Hyperion. - Torsten Nilsson - Piano Concerto 1, op. 63, con Malmö Symphony Orchestra |
| 1993 | - Vaughan Williams - London Symphony e Sinfonia n. 8 con Royal Liverpool PO per CFP - Richard Wagner - Ouverture con Royal PO per Intersound. - Gustav Holst - I pianeti e St. Paul's Suite con Royal PO per Intersound - Arnold - Sinfonia n. 6, Fantasy on a Theme by John Field, Sweeney Todd, e Tam O'Shanter Overture con Royal PO per Conifer. - Elgar - Dream of Gerontius con Royal Liverpool PO e Huddersfield Choral Society per CfP. - Eugene Goossens - Sinfonia n. 2, Concertino for Double String Orchestra, e Fantasy per Nine Wind Instruments con Sydney Symphony Orchestra per ABC Classics |
| 1994 | - Vaughan Williams - Sinfonia n. 6 e Sinfonia n. 9 con RLPO per CfP. - Vaughan Williams - Piano Concerto - Delius - Piano Concerto - Finzi - Eclogue - with RLPO e Piers Lane per CfP - Sergej Rachmaninov - Sinfonia n. 2 con Royal PO per Intersound. - Arnold - Sinfonia n. 2, A Grand Grand Overture, Carnival of Animals, Concerto for 2 Pianos (3 Hands) con Royal PO per Conifer. - Simpson - Sinfonie n. 3 e 5 con Royal PO per Hyperion. - Bax - Overture To Adventure, Rogue's Comedy Overture e Work In Progress recorded con Royal PO per Lyrita. |
| 1995 | - Bantock - The Cyprian Goddess, Helena, e Dante and Beatrice con Royal PO per Hyperion. - John Joubert - Sinfonia n. 1 con LPO per Lyrita. - Goossens - Divertissement, Variations on a Chinese Theme, The Eternal Rhythm, e Kaleidoscope con Melbourne Symphony Orchestra per ABC Classics |
| 1996 | - Simpson - Sinfonie n. 1 e 8 con Royal PO per Hyperion. - Arnold - Sinfonia n. 9 e Concertino for Oboe and Strings con Bournemouth SO per Conifer. - Arnold - Sinfonie n. 1 e n. 5 con Royal PO per Conifer. - Arnold - Sinfonie n. 3 e n. 4 con Royal Liverpool PO per Conifer. - Max Bruch - Scottish Fantasy - Édouard Lalo - Symphonie espagnole con Royal Scottish National Orchestra per CfP - Goossens - Sinfonia n. 1, Oboe Concerto, Tam'O'Shanter, e Concert Piece con West Australian Symphony Orchestra per ABC Classics |
| 1997 | - Bantock - Sappho e Sapphic Poem con Royal PO e Julian Lloyd Webber per Hyperion. - Mackenzie - Violin Concerto e Pibroch Suite con Royal Scottish National Orchestra per Hyperion. - Dvořák - Lengends e American Suite con West Australian Symphony Orchestra per ABC Classics |
| 1998 | - Arnold - Symphony For Strings, Philharmonic Overture, Comedy Overture, Water Music, Anniversary Overture, Peterloo Overture e A Flourish For Orchestra con BBC Concert Orchestra per Conifer. - Bax - Concertante for Piano and Orchestra, In Memoriam e Bard of the Dimbovitza con BBC Philharmonic per Chandos. - John McCabe - Concerto for Flute e Sinfonia n. 4 con BBC Symphony Orchestra per Hyperion. |
| 1999 | - Edgar Bainton - Sinfonia n. 2 - Hubert Clifford - Sinfonia - John Gough - Serenade - with BBC PO per Chandos. |
| 2001 | - Bantock - Thalaba The Destroyer, Processional, Caristiona, Camel Caravan, e Two Preludes con Royal PO per Hyperion. - Wagner various including "The ride of the Walkyries" e "Lohengrin" Royal Philharmonic Orchestra RPO 204408201 Tring International PLC produced by Michael Infante e Steve Deakin-Davies |
| 2002 | - Benjamin Dale - The Flowing Tide con BBC SO per BBC Radio 3 broadcast (not released on record). |
| 2003 | - Bax - Seven Sinfonie, Tintagel e Rogue's Comedy Overture con BBC PO per Chandos. - Bantock - Song of Songs (Days 2, 3 e 5), Overture to a Greek Tragedy, Pierrot of the Minute e The Wilderness and Solitary Place con Royal PO per Hyperion. |
| 2004 | - Arnold - Sinfonia No 6, Beckus the Dandipratt, The Inn of the Sixth Happiness e Flourish for a 21st Birthday con LPO per LPO Records. |
| 2005 | - Bax - In The Faery Hills, November Woods, The Garden of Fand e Sinfonietta con BBC PO per Chandos. - York Bowen - Violin Concerto e Piano Concerto n. 1 con BBC Concert Orchestra per Dutton. |
| 2006 | - Bainton - Sinfonia n. 3 - Boughton - Sinfonia n. 1 - with BBC Concert Orchestra per Dutton. - Bax - Northern Ballads n. 1, 2 e 3, Nympholept, Into The Twilight e Red Autumn con BBC PO per Chandos. |
| 2007 | - Bantock - Omar Khayyám (complete) con Catherine Wyn-Rogers, Toby Spence, Roderick Williams, BBC SO e BBC Symphony Chorus per Chandos. - Bax - The Happy Forest con BBC PO per Chandos. - Bowen - Piano Concertos n. 2 e 3 e Symphonic Fantasia con Michael Dussek (piano) e BBC CO per Dutton. |